# Ostwald-Koeffizient
Der Ostwald-Koeffizient – oft auch Löslichkeitskoeffizient genannt – ist eine Kennzahl für die Löslichkeit von Gasen in Flüssigkeiten.
Er ist nach dem deutsch-baltischen Chemiker Wilhelm Ostwald (1853–1932) benannt. Sein Formelzeichen ist das L, manchmal auch das griechische λ.

## Bestimmungsgleichung
{\displaystyle L={\frac {V_{\mathrm {g} }}{V_{\mathrm {l} }}}}
Der Ostwald-Koeffizient ist ursprünglich definiert als das Verhältnis des absorbierten Gasvolumens zum Volumen der absorbierenden (reinen) Flüssigkeit. Neben dieser Definition sind noch drei weitere in der einschlägigen Literatur zu finden. Beide Volumina sind bei gleicher Temperatur zu bestimmen. Falls das Gas sich ideal verhält und das Henry-Gesetz gilt, also nur kleine Löslichkeiten betrachtet werden, ist der Ostwald-Koeffizient unabhängig vom Partialdruck des Gases.
Für reale Anwendungen ist es jedoch notwendig, Temperatur und Gesamtdruck anzugeben.
| Gas         | Flüssigkeit | Ostwald- Koeffizient | Temperatur in K | Pgesamt in kPa | Molenbruch x (berechnet) | Quelle |
| ----------- | ----------- | -------------------- | --------------- | -------------- | ------------------------ | ------ |
| Argon       | Wasser      | 0,0561               | 274,15          | 101,325        | 0,00004443               | [ 4 ]  |
| Argon       | Wasser      | 0,0257               | 323,15          | 101,325        | 0,000015527              | [ 4 ]  |
| Sauerstoff  | Toluol      | 0,1280               | 293,15          | 101,325        | 0,0005491                | [ 5 ]  |
| Wasserstoff | Ethanol     | 0,0894               | 298,15          | 101,325        | 0,00019717               | [ 6 ]  |